# Sci di fondo ai XXIII Giochi olimpici invernali
Le gare di sci di fondo ai XXIII Giochi olimpici invernali di Pyeongchang in Corea del Sud si sono svolte dal 10 al 25 febbraio 2018 presso il centro di sci di fondo di Alpensia, nel comune di Daegwallyeong. Si sono disputate sei gare maschili e sei femminili.

## Calendario
| Uomini |           | Skiathlon |  | Sprint TC |  |          | 15 km TL |                  | Staffetta 4x10 km |  |  | Team sprint TL |  |  | 50 km partenza di massa TC |                            | 6  |
| Donne  | Skiathlon |           |  | Sprint TC |  | 10 km TL |          | Staffetta 4x5 km |                   |  |  | Team sprint TL |  |  |                            | 30 km partenza di massa TC | 6  |
| Totale | 1         | 1         |  | 2         |  | 1        | 1        | 1                | 1                 |  |  | 2              |  |  | 1                          | 1                          | 12 |

## Podi

### Uomini
| Evento                            | Oro                                                                                        | Tempo     | Argento                                                                                        | Tempo     | Bronzo                                                                           | Tempo     |
| 15 km tecnica libera (dettagli)   | Dario Cologna                                                                              | 33'43"9   | Simen Hegstad Krüger                                                                           | 34'02"2   | Denis Spicov                                                                     | 34'06"9   |
| Skiathlon 30 km (dettagli)        | Simen Hegstad Krüger                                                                       | 1:16'20"0 | Martin Johnsrud Sundby                                                                         | 1:16'28"0 | Hans Christer Holund                                                             | 1:16'29"9 |
| 50 km tecnica classica (dettagli) | Iivo Niskanen                                                                              | 2:08'21"1 | Aleksandr Bol'šunov                                                                            | 2:08'40"8 | Andrej Lar'kov                                                                   | 2:10'59"6 |
| Sprint (dettagli)                 | Johannes Høsflot Klæbo                                                                     | 3'05"75   | Federico Pellegrino                                                                            | 3'07"09   | Aleksandr Bol'šunov                                                              | 3'07"11   |
| Sprint a squadre (dettagli)       | Norvegia Martin Johnsrud Sundby Johannes Høsflot Klæbo                                     | 15'56'26  | Atleti Olimpici dalla Russia Denis Spicov Aleksandr Bol'šunov                                  | 15'57'97  | Francia Maurice Manificat Richard Jouve                                          | 15'58'28  |
| Staffetta 4x10 km (dettagli)      | Norvegia Didrik Tønseth Martin Johnsrud Sundby Simen Hegstad Krüger Johannes Høsflot Klæbo | 1h33'04'9 | Atleti Olimpici dalla Russia Andrej Lar'kov Aleksandr Bol'šunov Aleksej Červotkin Denis Spicov | 1h33'14'3 | Francia Jean-Marc Gaillard Maurice Manificat Clément Parisse Adrien Backscheider | 1h33'41'8 |

### Donne
| Evento                            | Oro                                                                                      | Tempo     | Argento                                                       | Tempo     | Bronzo                                                                                               | Tempo     |
| 10 km tecnica libera (dettagli)   | Ragnhild Haga                                                                            | 25'00"5   | Charlotte Kalla                                               | 25'20"8   | Krista Pärmäkoski Marit Bjørgen                                                                      | 25'32"4   |
| Skiathlon 15 km (dettagli)        | Charlotte Kalla                                                                          | 40'44"9   | Marit Bjørgen                                                 | 40'52"7   | Krista Pärmäkoski                                                                                    | 40'55"0   |
| 30 km tecnica classica (dettagli) | Marit Bjørgen                                                                            | 1:22'17"6 | Krista Pärmäkoski                                             | 1:24'07"1 | Stina Nilsson                                                                                        | 1:24'16"5 |
| Sprint (dettagli)                 | Stina Nilsson                                                                            | 3'03"84   | Maiken Caspersen Falla                                        | 3'06"87   | Julija Belorukova                                                                                    | 3'07"21   |
| Sprint a squadre (dettagli)       | Stati Uniti Kikkan Randall Jessica Diggins                                               | 15'56'47  | Svezia Charlotte Kalla Stina Nilsson                          | 15'56'66  | Norvegia Marit Bjørgen Maiken Caspersen Falla                                                        | 15'59'44  |
| Staffetta 4x5 km (dettagli)       | Norvegia Ingvild Flugstad Østberg Astrid Uhrenholdt Jacobsen Ragnhild Haga Marit Bjørgen | 51'24'3   | Svezia Anna Haag Charlotte Kalla Ebba Andersson Stina Nilsson | 51'26'3   | Atleti Olimpici dalla Russia Natal'ja Neprjaeva Julija Belorukova Anastasija Sedova Anna Nečaevskaja | 52'07'6   |

## Medagliere
| Pos.   | Paese                        | Oro | Argento | Bronzo | Totale |
| ------ | ---------------------------- | --- | ------- | ------ | ------ |
| 1      | Norvegia                     | 7   | 4       | 3      | 14     |
| 2      | Svezia                       | 2   | 3       | 1      | 6      |
| 3      | Finlandia                    | 1   | 1       | 2      | 4      |
| 4      | Svizzera                     | 1   | 0       | 0      | 1      |
| 4      | Stati Uniti                  | 1   | 0       | 0      | 1      |
| 6      | Atleti Olimpici dalla Russia | 0   | 3       | 5      | 8      |
| 7      | Italia                       | 0   | 1       | 0      | 1      |
| 8      | Francia                      | 0   | 0       | 2      | 2      |
| Totale | Totale                       | 12  | 12      | 13     | 37     |